# René Bary
Pour les articles homonymes, voir Bary.
René Bary (mort en 1680) est un historiographe et rhétoricien français auteur de La Rhétorique française où pour principale augmentation l'on trouve les secrets de nostre langue publié à Paris en 1653 destiné au public féminin des précieuses. Il a en effet rédigé de nombreux manuels pour bien parler. Il écrit également La Défense de la jalousie en 1642.